# Hesher
Hesher – EP, та перший запис канадського рок гурту Nickelback. Платівка була записана у Ванкувері та видана у березні 1996 року власними силами. Назва платівки Hesher була пов’язана з другом учасників гурту, який часто казав "Hey sure". Після продажу 10 000 копій альбом перестав видаватися, що робить його досить рідкісним і цінним для фанатів гурту. Чад Крюгер, вокаліст гурту, часто підкреслює, що йому не подобається звучання альбому.
Після виходу альбому пісня Fly потрапила у ротацію на радіостанції CFOX-FM. Hesher - це один з двох альбомів гурту де барабанщик є Брендон Крюгер. Чотири пісні з цього альбому згодом з’явились на першому студійному альбому Curb у 1996 році. З них Where? та Left були заново перезаписані, а треки Window Shopper та Fly залишились в оригінальному звучанні.

## Список пісень
Автор слів Чад Крюгер, автор музики Nickelback. 
| #  | Назва            | Тривалість |
| -- | ---------------- | ---------- |
| 1. | «Where?»         | 4:27       |
| 2. | «Window Shopper» | 3:42       |
| 3. | «Fly»            | 2:53       |
| 4. | «Truck»          | 3:51       |
| 5. | «Left»           | 4:03       |
| 6. | «In Front Of Me» | 5:32       |
| 7. | «D.C.»           | 4:46       |